# Testimonium Flavianum
Testimonium Flavianum er betegnelsen på et tekststykke, et "vidne" (lat. testimonium) om Jesus fra Nazaret som tilskrives den jødiske historiker Flavius Iosephus. Der tænkes på afsnit af hans Antiquitates Judaicae ("Jødernes Gamle Historie") offentliggjort 93, der omtaler Jesus og viser at Josephus havde kendskab til den tidlige kristendom. Nogle historikere tror dog at stykket delvist består af senere tillæg
Teksten i oversættelse
Omtrent på denne tid trådte Jesus frem, en vismand, om det nu går at kalde ham en mand. For han var en som gjorde forunderlige gerninger, en lærer for mennesker som gerne tager imod sandheden, og han drog mange til sig, både jøder og folk af græsk afstamning. Han var Messias. Og da Pilatus – på grund af en anklage fra vore ledende mænd – dømte ham til korset, ophørte de som først havde elsket ham ikke med at gøre det. Thi han viste sig levende igen for dem på den tredje dag, netop som de guddommelige profeter havde forudsagt sammen med titusind andre forunderlige ting om ham. Og indtil nu er de kristnes stamme, opkaldt efter ham, ikke uddød. 
Teksten findes i et håndskrift fra 1000-tallet, men kirkefædre som har læst Josefus' tekst flere århundreder tidligere er enige i at han ikke var kristen. Derfor anser man at de med fed markerede sætninger er senere interpolationer som afskrivere har tilføjet.